# Polystyreen
Polystyreen (afgekort PS) is een thermoplastisch polymeer van het monomeer styreen. Het is een kunststof van petrochemische oorsprong. Het is waterafstotend en het kan in beperkte hoeveelheid een bepaalde last dragen. In geëxtrudeerde (XPS) of geëxpandeerde (EPS) vorm wordt het gebruikt als isolatiemateriaal.
Deze kunststof wordt veel gebruikt voor goedkope geperste voorwerpen zoals wegwerpbekertjes en frietbakjes. Eventueel kan deze kunststof stijver gemaakt worden door toevoeging van 1,3-butadieen en acrylonitril tot acrylonitril-butadieen-styreen (ABS).
Kristallisatie van de moleculen is door de onregelmatige vorm van de moleculen onmogelijk; deze kunststof komt steeds amorf voor.
De glasovergangstemperatuur Tg van polystyreen is 95 °C. Boven die temperatuur wordt het materiaal slap en vervormbaar. Dat is te merken wanneer er zeer warme dranken (warmer dan 95 °C) in een polystyreen wegwerpbekertje geschonken worden: het bekertje lijkt dan te smelten.
Polystyreen is niet bestand tegen koolwaterstoffen, zoals de meeste lijmen en petroleumproducten. Het lost daardoor op in benzeen of n-pentaan. Er is een uitgebreid overzicht van de bestendigheid van PS/EPS ten opzichte van een groot aantal relevante stoffen beschikbaar.

## Geschiedenis
Polystyreen werd per toeval ontdekt in 1839 door apotheker Eduard Simon in Berlijn, tijdens experimenten met styrax, de hars afkomstig van de Liquidambarbomen. De weg naar de industriële productie van polystyreen werd mogelijk gemaakt in 1929 en 1930 met de eerste patenten voor de productie van styreenmonomeer uit ethylbenzeen en de continue polymerisatie van styreenmonomeer tot polystyreen. De formuleringen werden constant geperfectioneerd totdat in 1931 het eerste gebruiksklare polystyreen door IG Farben werd geproduceerd in Ludwigshafen.

## Geëxpandeerd polystyreen (EPS)

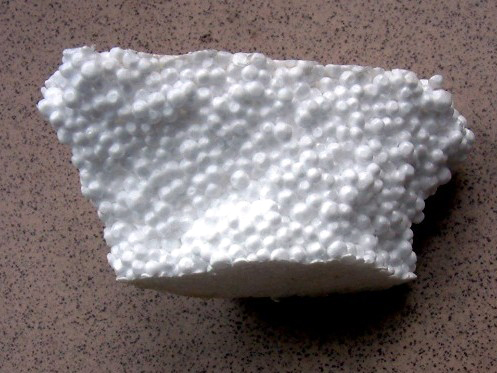
EPS

Polystyreen wordt ook vaak als schuim geproduceerd door toevoeging van CO2 of pentaan. Dit geëxpandeerd polystyreen (afgekort EPS) wordt in het dagelijks gebruik vaak piepschuim genoemd. Veelgebruikte merknamen (die ook als soortnaam worden gebruikt) zijn 'tempex' en 'isomo' (ISOlation MOderne).

## Geëxtrudeerd polystyreen (XPS)
Geëxtrudeerd polystyreen of XPS is ook een soort piepschuim en wordt net als EPS op veel plaatsen in de bouw toegepast als isolatiemateriaal. Voordeel van XPS boven EPS is onder meer dat het een hogere druksterkte heeft en een gesloten celstructuur, waardoor het minder gevoelig is voor wateropname. Het wordt ook gebruikt bij het bouwen van maquettes en modelvliegtuigjes. De dichtheid van XPS bedraagt tussen 28 en 45 kg/m³ en de thermische geleidbaarheid bedraagt tussen de 0,029 en 0,038 W/m·K.